# Jazz symphonique
 (février 2015).
Genres dérivés
Jazz de chambre, jazz modal
Genres associés
Rock progressif, rock symphonique, néo-classicisme, jazz modal
Le jazz symphonique, ou jazz orchestral, est un sous-genre musical du jazz, apparu à la fin des années 1910 et qui évoluera tout au long du XXe siècle. Longtemps décrié, tant par les musiciens de jazz que par les compositeurs classiques, il englobe de nombreuses œuvres telles que le jazz crossover de Miles Davis ou le third stream de Woody Herman.

## Description
Le jazz symphonique est composé comme de la musique savante, comme l'indique son nom. D'une part, le genre comporte des mouvements, des rythmiques complexes et peut parfois contenir un chanteur ou une chanteuse lyrique, comme dans la musique classique. D'autre part, il utilise les instruments, les mélodies joyeuses et autres tempos hérités du jazz.

## Histoire
Paul Whiteman, né en 1890, fonde son propre orchestre en 1919. Avec le journaliste Florenz Ziegfeld, Paul (dit Pops) affirme que lui et son orchestre sont sur le point de fonder un mélange de musique classique et de jazz : le « jazz symphonique ».
Dans les années 1920, George Gershwin en est certainement le compositeur le plus représentatif avec, par exemple, Rhapsody in Blue (1924), Concerto pour piano et orchestre en fa majeur (1925) ou Un Américain à Paris (1928), allant même plus loin dans la démarche en créant, en 1935, le premier grand opéra de l'histoire du jazz, Porgy and Bess.
Le compositeur Irving Berlin, dans l'accompagnement de ses chansons, comme Blue Skies pour le film Le Chanteur de jazz (1927), et Ferde Grofé, arrangeur pour l'orchestre de Paul Whiteman mais aussi auteur de compositions personnelles, sont associés au mouvement.
En 1955, le compositeur John Serry (père) a composé American Rhapsody pour l'accordéon à touches piano et a utilisé le genre jazz symphonique,.
À partir des années 1960, Frank Zappa propose un mélange de jazz, de musique classique et de rock, précurseur du rock progressif, dans plusieurs de ses albums comme " Hot rats " (1969), " The grand wazoo " (1972) et le morceau acoustique "The little house I used to live in " sur l'album "Burnt weeny sandwich " (1970).
Dans les années 1990, le Français Guillaume Saint-James rend hommage au mouvement que Paul Whiteman a lancé soixante-dix ans plus tôt.